# Los Bastardos (album)
Uscito all'inizio del 2000 Los Bastardos è il primo disco ufficiale dei losbastardos. Comprende brani sia inediti (Souvenirs, Zone X, Tasha, BombaCarta) che recuperati da demo precedenti e riarrangiati (Snow & Slam, In Blanko, La Fama, Sunday Afternoon) tutti registrati e mixati da Carlo Ortolano ai Dracma Studio di Torino durante l'estate del 1999. L'orgoglio di Baghdad, Pedina dello stato e Anima risalgono al 1998 e sono state registrati ai Synergy Studio di Chivasso da Umberto Cerutti.
Una delle caratteristiche principali di Los Bastardos è l'uso "spontaneo" di più linguaggi, sia musicali che parlati; il disco è costituito infatti da brani cantati sia in italiano che in francese e inglese che spaziano in diversi contesti musicali seppur mantenendo una matrice metal.

## Tracce
1. Souvenirs
2. L'Orgoglio di Baghdad
3. Snow & Slam
4. In Blanko
5. Zone X
6. Pedina dello Stato
7. Anima
8. La Fama [sad animal]
9. Tasha
10. BombaCarta
11. Sunday Afternoon